# تپه پری
تپه پری

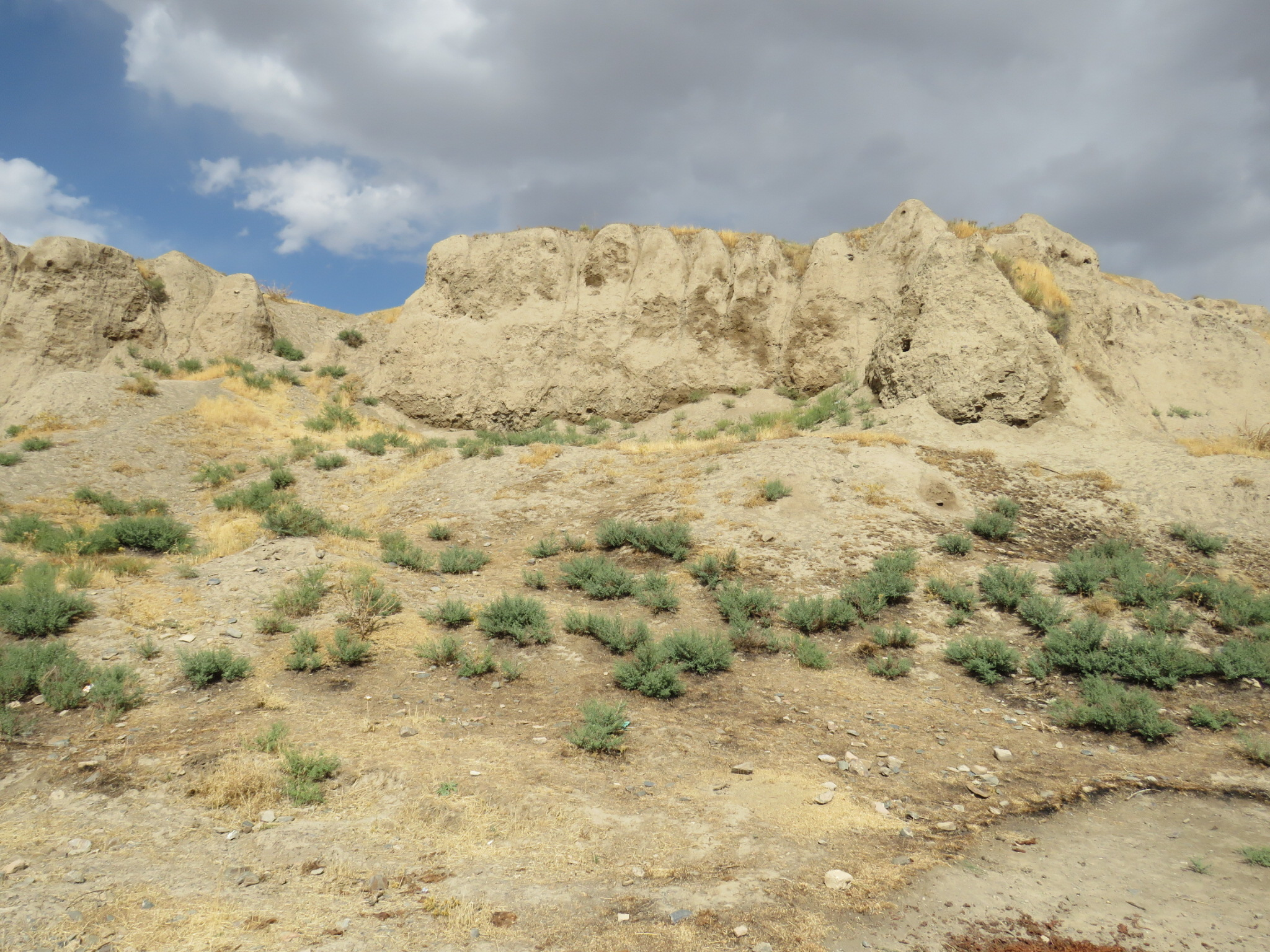
قسمتی ازدیوار جنوبی

این تپه در روستای پری (پیروز) از توابع شهرستان ملایر و بخش زند  واقع شده‌است. در سال ۱۳۴۹ برای اولین بار به طور رسمی حفاری شد و منجر به پیدایی قبور مربوط به هزاره اول میلادی گردید.
قرار گرفتن اسکلت در درون قبر به این شکل بود که مرده روی بازوی چپ یا راست (بسته به زمان دفن مرده) قرار داده می‌شد، به طوری که زانوها خم می‌شد و دست‌ها روی سینه قرار می‌گرفت. قراین و شواهد نشان می‌دهد که طرز تدفین مرده‌ها ارتباط مستقیم با سمت استقرار خورشید در آسمان داشت و سعی بر این بود که صورت جسد رو به خورشید قرار گیرد.
پیدایش قبور در این تپه همچنین نشان می‌دهد که ظروف و تزئیناتی از قبیل دست‌بند، گردن‌بند و انگشتر را، که در زمان حیات با شخص بوده‌است همراه جسد دفن می‌کردند.
ارتفاع تپه در حدود 22 متر است و در ضلع جنوبی بزرگراه اراک - ملایر واقع شده‌است. به رغم قدمت تاریخی این تپه و ارزش باستان‌شناسی آثار به دست آمده از آن، هنوز هم این مکان به ثبت نرسیده و از آن استفاده باستان‌شناسی یا جهانگردی نمی‌شود.